# Роуз Хил Ејкерс (Тексас)
Роуз Хил Ејкерс (енгл. Rose Hill Acres) град је у америчкој савезној држави Тексас. По попису становништва из 2010. у њему је живело 441 становника.

## Демографија
Према попису становништва из 2010. у граду је живело 441 становника, што је 39 (8,1%) становника мање него 2000. године.
| Група             | 2000.       | 2010.       |
| Белци             | 445 (92,7%) | 413 (93,7%) |
| Афроамериканци    | 0 (0,0%)    | 0 (0,0%)    |
| Азијати           | 1 (0,2%)    | 5 (1,1%)    |
| Хиспаноамериканци | 23 (4,8%)   | 22 (5,0%)   |
| Укупно            | 480         | 441         |